# Abdur Rab Nishtar
Abdur Rab Nishtar (Peshawar, 13 de junho de 1899 - Karachi, 14 de fevereiro de 1958; Pashto: سردار عبد الرب نښتر) foi um valente da Liga Muçulmana, um líder do movimento e ativista do Paquistão e mais tarde um político paquistanês da Província da Fronteira Noroeste (atual Khyber Pakhtunkhwa).

## Primeiros anos
Abdul Rab Nishtar nasceu em 13 de junho de 1899 em uma família religiosa em Peshawar, na Índia britânica. Seu pai, Maulvi Abdul Hannan, foi uma figura proeminente da tribo Pashtun Kakar que se opôs ferozmente ao raj britânico na Índia. Os ancestrais de Nishtar vieram do distrito de Zhob, no norte do Baluchistão, mas mais tarde se estabeleceram em Peshawar, na Índia britânica. Ele completou sua educação inicial em uma escola missionária cristã e mais tarde na Sanathan Dharam High School em Bombaim (agora 'Mumbai' na Índia). Ele finalmente se formou no Edwardes College em Peshawar e mais tarde completou seu bacharelado em artes na Punjab University, Lahore em 1923. Mais tarde, ele foi para Aligarh e recebeu um diploma de LL.B com honras da Aligarh Muslim University em 1925.

## Carreira política
Um homem de profundas convicções religiosas, ele também tinha um profundo interesse pelo misticismo islâmico, fato que provavelmente reflete a influência de seus pais e também de sua associada Maulana Muhammad Ali Jauhar. De 1919 a 1920, ambos participaram ativamente do Movimento Khilafat. Mais tarde, Sardar Abdur Rab Nishtar permaneceu membro do Congresso Nacional Indiano de 1927 a 1931, foi eleito comissário municipal do Comitê municipal de Peshawar, sucessivamente de 1929 a 1938, juntou-se à Liga Muçulmana de toda a Índia, tornou-se confidente do fundador do Paquistão Muhammad Ali Jinnah. De 1932 a 1936, Nishtar foi membro do Conselho da All India Muslim League (AIML), membro da Assembleia legislativa da NWFP (Northwest Frontier Province) de 1937 a 1945, Ministro das Finanças NWFP 1943–45, membro do Comitê de Trabalho da AIML, 1944–1947, representou o All India Muslim League na Simla Conference em 1945.
Abdur Rab Nishtar foi expulso da política provincial por meio de manobras políticas de um líder político rival Abdul Qayyum Khan em 1946. Abdul Qayyum Khan era um pária do Partido do Congresso Nacional Indiano, que então se opôs vigorosamente a esse partido político após sua deposição, especialmente ele era contra a união do subcontinente indiano em um único país e estava trabalhando pela criação de um estado muçulmano independente.

## Morte e legado
Abdur Rab Nishtar morreu de ataque cardíaco em 14 de fevereiro de 1958 em Karachi. Ele sofria de doenças cardíacas e hipertensão desde 1953. Nishtar Medical College e Nishtar Hospital, na cidade de Multan, foram nomeados em sua homenagem. O Parque Nishtar e a Estrada Nishtar em Karachi receberam o nome dele. Ele foi enterrado em Mazar-e-Quaid perto da tumba de Muhammad Ali Jinnah, o pai fundador do Paquistão em reconhecimento aos seus serviços pela causa do Paquistão. Abdul Rab Nishtar tinha a reputação de ser um líder político sincero e um homem de natureza amigável. Com suas atividades políticas, ele contribuiu muito para a Liga Muçulmana de toda a Índia e os muçulmanos que vivem no subcontinente indiano, criando consciência política e espírito islâmico entre eles.
Abdul Rab Nishtar era um amigo próximo de Maulana Muhammad Ali Jauhar e Maulana Shaukat Ali. Em um ponto durante a associação, Muhammad Ali Jauhar disse a Nishtar que se opunha a Jinnah pela reorganização da Liga Muçulmana de Toda a Índia. Depois de descobrir todos os detalhes da discussão Jinnah-Jauhar, Nishtar decidiu apoiar a proposta de Jinnah e até conseguiu convencer Jauhar a fazer o mesmo.